# Cantel Quiche (jezik)
Cantel Quiché (izgovor kiće; ISO 639-3: qut, povučen), indijanski jezik porodice mayan, skupine quichean, kojim govori oko 250 000 ljudi (1994 SIL) jugozapadno od jezera Atitlán u gvatemalskim departmanima Quezaltenango i Totonicapan. Ovim jezikom govore pripadnici etničke grupe Quiché. Ima dva dijalekta obalni K'iche' i zapadni K'iche'.
Zove se i jugozapadni kiće ili zapadni centralni kiće. Status jezika je izgubio, a njegov identifikator povučen je iz upotrebe 2009

## Vanjske poveznice
- Ethnologue (14th)
- Ethnologue (15th)